# Коррал-Сіті (Техас)
Коррал-Сіті (англ. Corral City) — місто (англ. town) в США, в окрузі Дентон штату Техас. Населення — 33 особи (2020).

## Географія
Коррал-Сіті розташований за координатами 33°5′55″ пн. ш. 97°13′49″ зх. д. / 33.09861° пн. ш. 97.23028° зх. д. (33.098512, -97.230394).  За даними Бюро перепису населення США в 2010 році місто мало площу 0,40 км², уся площа — суходіл.

## Демографія
Згідно з переписом 2010 року, у місті мешкало 27 осіб у 13 домогосподарствах у складі 9 родин. Густота населення становила 68 осіб/км².  Було 13 помешкання (33/км²).
Расовий склад населення:
| - 85,2 % — білих - 11,1 % — чорних або афроамериканців - 3,7 % — корінних американців |

До двох чи більше рас належало 0,0 %. Частка іспаномовних становила 0,0 % від усіх жителів.
За віковим діапазоном населення розподілялося таким чином: 14,8 % — особи молодші 18 років, 74,1 % — особи у віці 18—64 років, 11,1 % — особи у віці 65 років та старші. Медіана віку мешканця становила 37,5 року. На 100 осіб жіночої статі у місті припадало 107,7 чоловіків;  на 100 жінок у віці від 18 років та старших — 130,0 чоловіків також старших 18 років.
Цивільне працевлаштоване населення становило 8 осіб. Основні галузі зайнятості: публічна адміністрація — 75,0 %, роздрібна торгівля — 25,0 %.